# Kindu flygplats
Kindu flygplats (franska: Aéroport de Kindu) är en flygplats i staden Kindu i Kongo-Kinshasa. Den ligger i provinsen Maniema, i den centrala delen av landet, 1 200 km öster om huvudstaden Kinshasa. Kindu flygplats ligger 497 meter över havet. IATA-koden är KND och ICAO-koden FZOA. Kindu flygplats hade 1 815 starter och landningar, samtliga inrikes, med totalt 20 045 passagerare, 3 517 ton inkommande frakt och 73 ton utgående frakt 2015.